# Herman Zanstra
Herman Zanstra, nizozemski astronom in kemični inženir, * 3. november 1894, Schoterland, † 2. oktober 1972, Haarlem.
Po njem so poimenovali udarni krater Zanstra na Luni.
1. 1 2  data.bnf.fr: platforma za odprte podatke — 2011.
2. 1 2  Herman Zanstra — 2009.
3. 1 2  Album Academicum — 2007.